# Förhandsgranskning
Förhandsgranskning är granskning av dokument innan de trycks eller publiceras. Funktionen är bland annat vanlig i ordbehandlare.

## Förhandsgranskning som rättsligt begrepp
När en myndighet kräver att förhandsgranska en journalistisk artikel före publicering (underförstått att myndigheten förbehåller sig rätten att kräva ändringar i artikeln eller hindra publicering) är det en form av censur.